# Finanzaktiva
Finanzaktiva ist ein Rechtsbegriff aus der Bankbilanzierung nach deutschem Recht (Handelsgesetzbuch (HGB), Kreditinstituts-Rechnungslegungsverordnung (RechKredV)), mit dem die Anwartschaft auf zukünftige Zahlungen bezeichnet wird. 

## Allgemeines
Die Anschaffung, das Halten und die Veräußerung von Finanzaktiva ist Kernbereich des Bankgeschäfts. Für langfristig vorgesehene Finanzaktiva verwendet das HGB den Begriff Finanzanlagen. Kurzfristige Finanzaktiva werden in der Bilanz als Wertpapiere bezeichnet.
Finanzaktiva werden nach folgenden Merkmalen unterschieden:
- Refinanzierbarkeit bei Zentralbanken (Notenbankfähigkeit),
- Börsenfähigkeit und
- Rechtsstellung des Inhabers des Finanzkontraktes.

Anhand der Rechtsstellung des Finanztitelinhabers lässt sich zwischen Eigentumsrechten und Forderungsrechten unterscheiden.

## Bilanzierung von Forderungstiteln
Es werden drei Gruppen unterschieden:
- Schuldtitel öffentlicher Stellen und Wechsel (Voraussetzungen) (§ 13 RechKredV);
- Schuldverschreibungen und andere festverzinsliche Wertpapiere: Forderungstitel mit Wertpapiercharakter [A5]:
  - börsenfähige Inhaberschuldverschreibungen,
  - börsenfähige Orderschuldverschreibungen,
  - Inhaberpapiere (Geldmarktpapiere).

Es wird entsprechend der Laufzeit zwischen 
- Geldmarktpapieren (bis zu einem Jahr): Certificate of Deposit (CD), Euronotes (Anleihen zur Absicherung der Mittelbeschaffung des Schuldners durch Banken) und
- Kapitalmarktpapieren: Anleihen, Aktien und Schuldverschreibungen

getrennt (§ 16 RechKredV).
- Sonstige Forderungstitel gegenüber Kunden (§ 15 RechKredV): Hier wird eine Negativdefinition von Forderungen vorgenommen.
  - an Kreditinstitute: Forderungen gegen Kreditinstitute (§ 1 Kreditwesengesetz (KWG)) und aus Bankgeschäften, beinhaltet täglich fällige Forderungen, womit Auskunft über die Liquiditätslage gegeben wird (§ 14 RechKredV).
  - an Kunden: Aufgrund von Bonitätsunterschieden werden Kredite, die mit Grundpfandrechten besichert sind, sowie Kommunalkredite ausgegliedert.

## Bilanzierung von Anteilstiteln
Anteilsscheine sind alle Finanzaktiva, die Eigentums- oder eigentumsähnliche Rechte besitzen. 
- Aktien und andere nicht festverzinsliche Wertpapiere (§ 17 RechKredV): Aktien, sofern sie nicht unter A7/A8 fallen, aktienähnliche Titel, Investmentzertifikate, börsenfähige Genussscheine, Bezugsrechte;
- Kapitalbeteiligungen (§ 18 RechKredV): Anteile an anderen Unternehmen, die dem eigenen Geschäftsbetrieb durch Herstellung einer dauernden Verbindung dienen.
- Anteile an verbundenen Unternehmen [A8]: Mutter- und Tochtergesellschaft werden vollkonsolidiert.

## Bewertung
Kreditgeber und Ratingagenturen stellen beim Rating auf die Qualität der Finanzaktiva und die Vertragsbedingungen ab.